# Akademisches Gymnasium Innsbruck

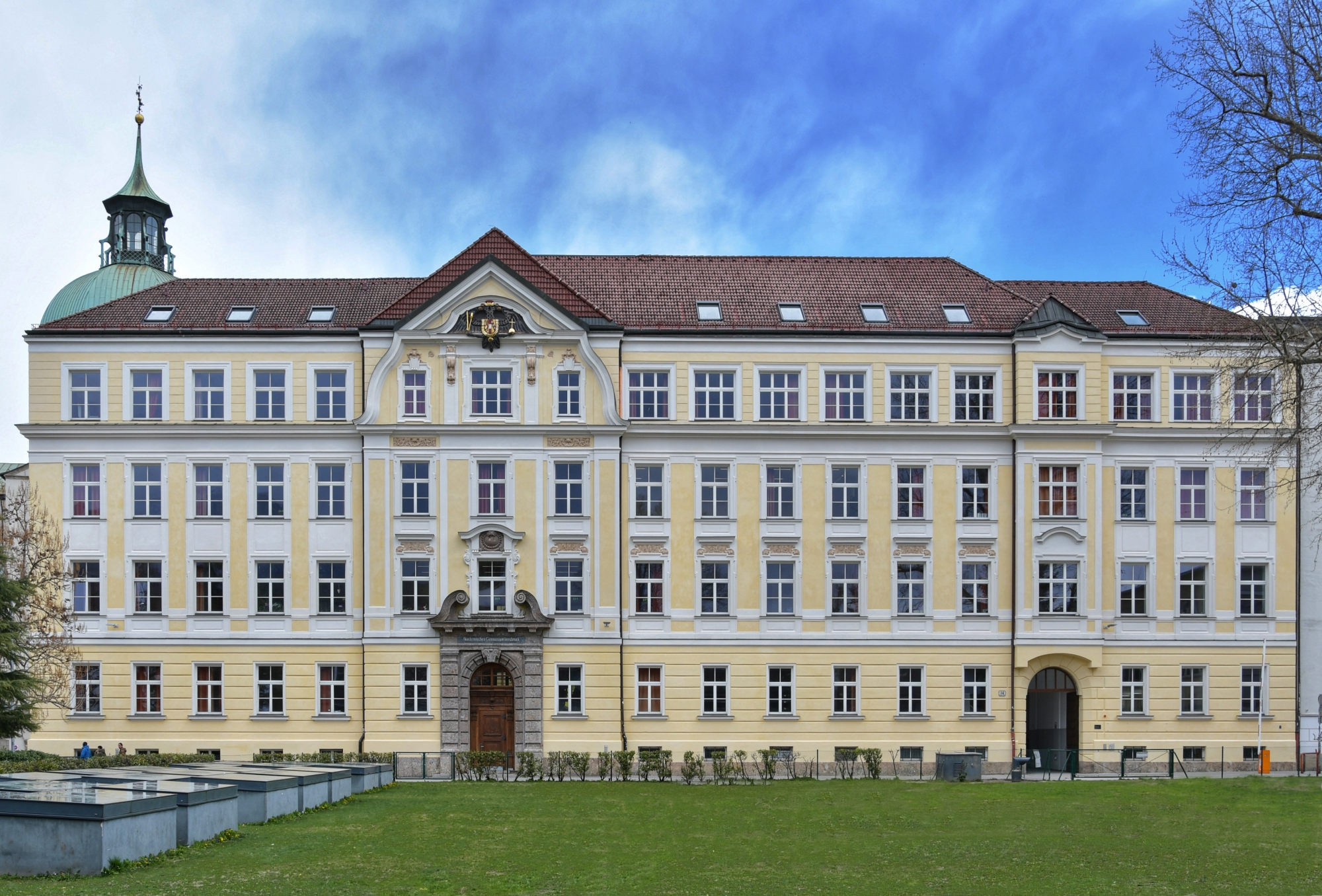
Hauptfassade

Das Akademische Gymnasium Innsbruck (AGI) ist ein humanistisches Gymnasium (Langform) in Innsbruck. Es wurde, als Lateinschule der Jesuiten, am 12. Mai 1562 gegründet. Das AGI ist damit das älteste Gymnasium Westösterreichs, das drittälteste der fünf Akademischen Gymnasien in Österreich und zählt damit zu den ältesten Schulen im deutschsprachigen Raum. Umgangssprachlich wird es oft nur als Gymnasium Angerzellgasse bezeichnet, bezugnehmend auf die Anschrift der Schule. Das Schulgebäude befindet sich unter Denkmalschutz.

## Geschichte

### 16. – 17. Jahrhundert

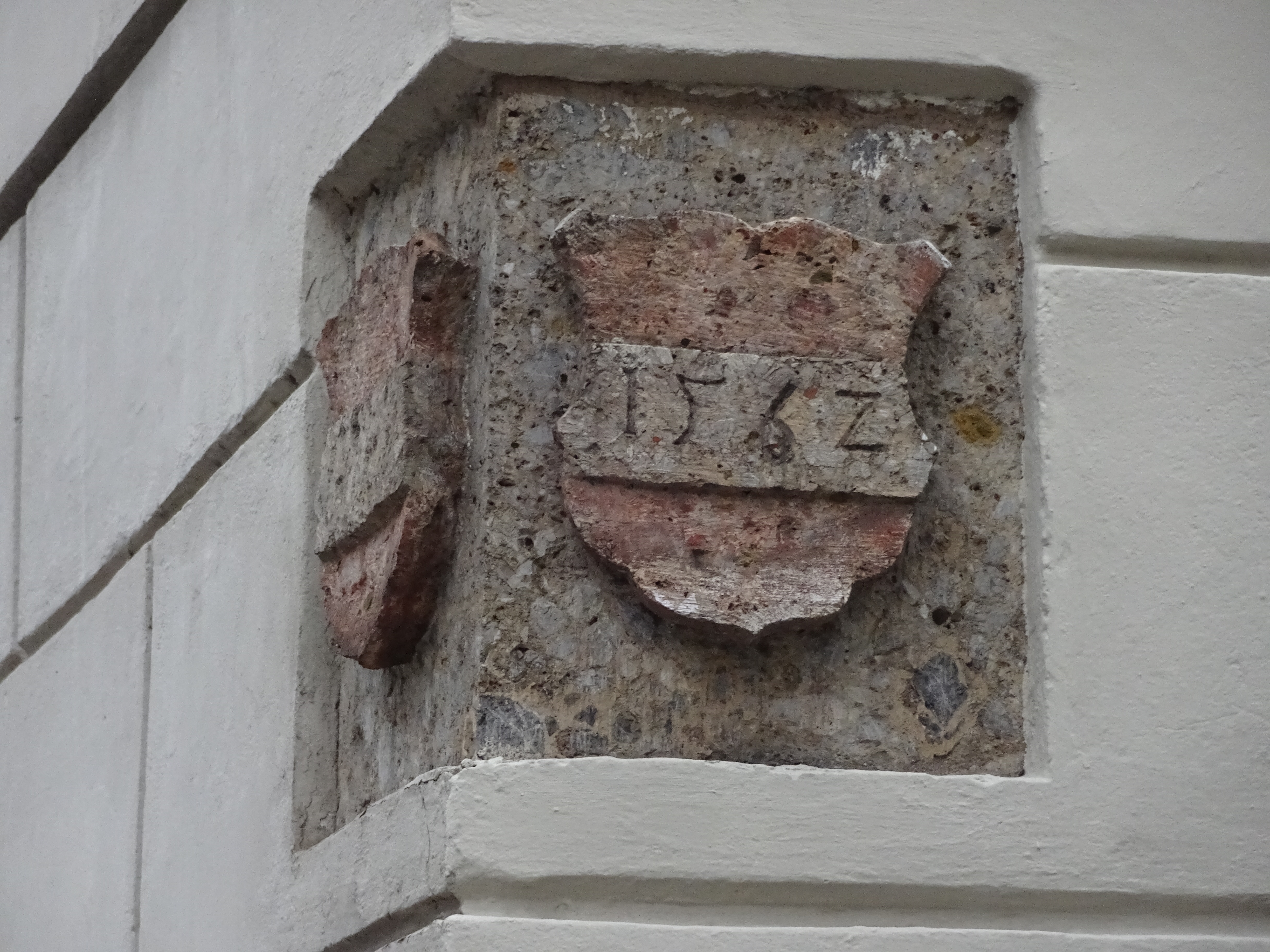
Wappenstein mit Bindenschild und dem Gründungsjahr 1562 an der Ecke Universitätsstraße/Angerzellgasse

Bereits Kaiser Maximilian hatte den Plan gehegt, in Innsbruck eine Lateinschule einzurichten. Diese sollte allen zugänglich sein und höhere Bildung vermitteln. Jedoch sollte es etwa fünfzig Jahre dauern, bis auf Wunsch seines Nachfolgers, Kaiser Ferdinand I., von den Jesuiten unter der Leitung von Petrus Canisius im Zuge der Gegenreformation Kolleg, Kirche und Lateinschule in Innsbruck gegründet wurden. Zwar wurde die Schule am 12. Mai offiziell gegründet und am 25. Juni 1562 mit 71 Schülern (landesfürstliche Edelknaben, Schüler der Stadtpfarrschule und Neuanfänger) eröffnet, jedoch sollte es noch einige Jahrzehnte dauern, bis im Jahre 1640 alle Bauarbeiten, Änderungen und Erweiterungen abgeschlossen waren. Damit ist das AGI nach dem 1553 gegründeten Akademischen Gymnasium Wien die zweitälteste Jesuitenschule in Österreich.
Auf Grund von Unstimmigkeiten und ausstehender Verhandlungen zwischen Kaiser und Jesuitenorden, wurden 1563 25 italienische Franziskanerbrüder herbeigerufen. Jedoch führten die Jesuiten die Lateinschule auch ohne Finalisierung der Kolleg- und Kirchenfrage. Letztere wurde 1640 durch die Einweihung der Kirche zur Heiligsten Dreifaltigkeit (Jesuitenkirche) und die Fertigstellung von Kolleggebäude und Schule gelöst.
Der Unterricht erfolgte zunächst im östlichen Trakt des neuen Stifts (heute Volkskunstmuseum). Im Jahr 1575 eskalierte dann der Streit zwischen Franziskanern und Jesuiten so weit, dass das Liechtensteinhaus, ein Trakt des Volkskundemuseums, welcher den Jesuiten zu Unterrichtszwecken zur Verfügung gestellt worden war, geräumt werden musste. Nach langen Verhandlungen wurden 1576 im Garten des Kollegs neue Klassenräume errichtet. Allerdings durfte der Bau nur Erdgeschoß und einen ersten Stock umfassen, um Aussicht und Aussehen der Nachbarschaft zu wahren.
Die Schülerzahl war bis 1576 auf 250 angewachsen, bis 1580 jedoch wieder auf 200 zurückgegangen. Der Grund dafür dürfte der eklatante Platzmangel gewesen sein. So ist überliefert, dass im Jahr 1599 zwei Klassen stehend unterrichtet wurden. Bereits 1598 war der Plan entstanden, das Haller Jesuitenkolleg und Gymnasium mit dem in Innsbruck zu vereinigen. Am 1. Dezember 1600 gab Kaiser Rudolf II. jedoch die Weisung, dass beide Stiftungen getrennt bleiben sollten. Bereits im Jahr 1587 war das sogenannte Nikolaihaus als Armenkonvikt errichtet worden, das mittellosen Schülern den Besuch des Gymnasiums und später der Universität ermöglichte.
Mit dem Bau eines neuen Gebäudes wurde am 5. Juli 1603 begonnen. Auf Grund der angespannten finanziellen Lage zog sich Fertigstellung bis 1606. Damit standen neue, besser geeignete Räumlichkeiten für die wachsende Schülerzahl zur Verfügung.
In den Pestjahren 1611 und 1634 wurde der Schulbetrieb jeweils für einige Monate geschlossen. Jedoch wurde das Schulgebäude auf Anweisung des Erzherzogs nicht in ein Spital umgewandelt.
Im ersten Jubeljahr 1662 erreichte die Schülerzahl den Höchststand von 604, darunter 17 Edelknaben sowie 38 Grafen und Barone.
Im Jahr 1669 ging aus dem Jesuitenkolleg die Universität Innsbruck hervor. Ab der zweiten Hälfte des 17. Jahrhunderts wurde das Gymnasium schließlich als Akademisches Gymnasium bezeichnet. Dieses charakterisierte ein mit einer Universität verbundenes Gymnasium und wurde bzw. wird als Ehrentitel geführt.

### 18. – 19. Jahrhundert
Das „Erzfürstliche Gymnasium“ wurde jedoch bei einem Erdbeben 1689 beschädigt. In der Folge konnte das Gebäude ab 1721 nicht mehr benutzt werden. In einem Schreiben an Kaiser Karl VI. wurde dargelegt, dass weder Korrekturen noch Reparaturen den Bau retten könnten, sondern ein förmlicher Neubau erforderlich wäre. Der vom Hofkammerbaumeister Georg Anton Gumpp geplante Neubau wurde 1724 fertiggestellt. Der Neubau umfasste neben den Klassenräumen einen Theatersaal, einen Schulsaal, eine Kapelle für die Akademische Kongregation und einen Saal für die Studentenkongregation. Bis Oktober 1868 hatte das Gymnasium hier seine Heimstätte. Heute befindet sich darin die Theologische Fakultät der Universität Innsbruck.
Durch diverse Schulreformen 1735, 1752 und schließlich 1764 wurde der Lehrplan der Gymnasien im Habsburgerreich reformiert und der staatliche Einfluss ausgeweitet. So sollte das humanistische Gymnasium zum Beispiel nur sechs Klassen aufweisen, wobei Griechisch an die Universität verlegt wurde. Schließlich wurde 1770 von der k.k. Studienhofkommission eine Zusammenstellung der an Gymnasien gebrauchten Lehrbücher gedruckt.
Die Schülerzahl sank ab 1740 stetig und im letzten Jahr vor der Aufhebung des Ordens (1773) besuchten nur mehr etwa 292 Schüler die Schule. Da die Lehrer nicht so schnell ersetzt werden konnten, wurden die Schüler des Gymnasiums noch einige Jahre von ehemaligen Jesuiten unterrichtet. An ihre Stelle traten später Ordens- und Weltgeistliche, insbesondere Serviten. Zur Jahrhundertwende war kein Jesuit mehr am Gymnasium tätig.
Durch die Übergabe des Landes Tirol an Bayern am 11. Februar 1806 trat an die Stelle des österreichischen der bayerische Lehrplan. So wurde von nun an die Notenskala von eins bis sechs an der Mittelschule eingeführt. Mit Unterbrechung im Jahr 1809 bestand die bayerische Schulordnung bis zur Rückkehr Tirols zu Österreich 1814.
Die neue österreichische Lehrverfassung von 1805 konnte am AGI erst 1814 zur Gänze umgesetzt werden. Jedoch wurde das, in jener festgeschriebene, Fachlehrersystem bereits 1818 wieder abgeschafft.
Nach der Restitution des Jesuitenordens 1814 durch Pius VII. übernahm der Orden 1839 wieder die Leitung des Gymnasiums. Jedoch wurde die Jesuitenniederlassung in Innsbruck am 4. Mai 1848 neuerlich aufgelassen und der Orden stellte seine Tätigkeit an der Schule am 1. Juli desselben Jahres endgültig ein.

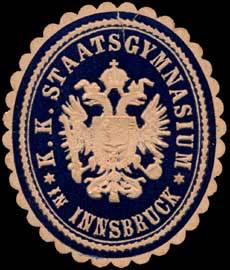
Siegelmarke des k.k. Staatsgymnasiums

1849 trat an Stelle der bisherigen Studien-Hofkommission das Ministerium für Cultus und Unterricht. Mit der einhergehenden Gymnasialreform wurden die Grundlagen für die heutige Organisation des Gymnasiums in Österreich gelegt. So wurden die beiden, bis dahin an den vor allem von geistlichen Orden geführten Schulen existierenden, philosophischen Jahrgänge übernommen. Es erfolgte die Unterteilung in acht Klassen, je vier in Unter- und Oberstufe. Das Curriculum zielte auf die Vermittlung von Allgemeinbildung aus dem sprachlich-historischen und mathematisch-naturwissenschaftlichen Bereich. Dazu wurden universitätsgeprüfte Fachlehrer eingestellt. Schließlich wurde noch die Maturitätsprüfung, heute Reifeprüfung, am Ende der achten Klasse eingeführt, um den Universitätszugang zu vereinheitlichen. Auch wurde das Fachlehrersystem wieder eingeführt und das Amt eines Klassenvorstandes geschaffen. Am in eine höhere Klasse aufzusteigen war es notwendig die „Versetzungsprüfung“ am Jahresende zu bestehen.
Zu den obligatorischen Unterrichtsgegenständen gehörten: Religion, Latein, Griechisch, Muttersprache, Geographie, Geschichte, Mathematik, Naturgeschichte, Physik und philosophische Propädeutik. Die freien Gegenstände umfassten die Landessprachen, andere lebende Fremdsprachen, Kalligraphie, Stenographie, Zeichnen, Gesang und Gymnastik.
Diese organisatorische Struktur bleibt mit geringfügigen Änderungen und Anpassungen bis heute aufrecht.
Ab 1855 wurde das Akademische Gymnasium durch eine Ministerialverordnung in k.k. Staatsgymnasium zu Innsbruck umbenannt, da „dieser Ausdruck […] nur da beizubehalten [ist], wo er dazu dient, ein Gymnasium von anderen, in demselben Ort befindlichen Gymnasien zu unterscheiden.“
Im Jahr 1868 wurde der Unterricht wieder in das Gebäude des Franziskanerklosters, heute Volkskunstmuseum, verlegt, da die Bestände der Universität immer weiter anwuchsen. Dort war das Gymnasium bis zur Fertigstellung des Neubaus untergebracht.
1876 gründete sich die älteste noch existierende katholische Mittelschulverbindung K.Ö.St.V. Teutonia Innsbruck am Gymnasium, ihr gehören bis heute über 250 Schüler und Absolventen des Akademischen Gymnasiums an.

### 20. – 21. Jahrhundert
Das derzeitige Schulgebäude wurde 1909–1910 in unmittelbarer Nähe des Landesmuseums (Ferdinandeum), der Jesuitenkirche und dem Gebäude der Theologischen Fakultät, in welchem die Schule früher untergebracht war, auf dem Grund des ehemaligen Botanischen Gartens errichtet. Der Nordflügel wurde im Jahr 1929 hinzugefügt.
Nach dem Anschluss 1938 wurde für die 1. bis 6. Klassen der reichsdeutsche Lehrplan eingeführt, für die 7. und 8. Klassen der österreichische beibehalten. Darüber hinaus wurde der bisherige Direktor, der 1885 in Bozen geborene HR Dr. Manfred Mumelter, am 31. Mai ins KZ Dachau deportiert (Entlassung aus dem Lager am 13. März 1939) und einige weitere Mitglieder des Lehrkörpers ihres Dienstes enthoben.
Am 15. Dezember 1943 wurde das Anstaltsgebäude von zwei Bomben schwer beschädigt. Auf Grund einer Konferenz waren die Schüler bereits früher außer Haus. Dennoch gab es bei diesem Angriff eine Tote.
In weiterer Folge wurde die Schule im Rahmen der Kinderlandverschickung am 22. Februar 1944 nach Steinach am Brenner verlegt, wegen weiterer Bombenangriffe jedoch bereits im April 1944 nach Zürs am Arlberg übersiedelt.
Erst am 11. Oktober 1945 konnte der regelmäßige Schulbetrieb in Innsbruck wieder aufgenommen werden.
Im Laufe der Nachkriegszeit wurde die Platznot wieder akut. Im Schuljahr 1954/55 zählte die Schule 902 Schüler in 30 Klassen. Da die Räume nicht ausreichten musste man sich mit Wechselunterricht helfen. Mit 23. März 1957 wurde die Schule in das Bundesgymnasium und 1. Bundesrealgymnasium mit 20 Klassen und das 2. Bundesrealgymnasium mit 13 Klassen geteilt. Die Raumknappheit und die Praxis des Wechselunterrichts wurden erst mit dem Bau des Gymnasiums in der Reithmannstrasse 1965 beendet.
Mit der Einführung der Koedukation an öffentlichen Schulen in Österreich im Jahr 1975 konnten nun auch Mädchen das AGI besuchen.
Die zur Schule führende Gasse wurde in späterer Folge nach Prof. Franz Mair benannt, einem ehemaligen Schüler und Lehrer am AGI, und Widerstandskämpfer während des 3. Reichs, welcher am 3. Mai 1945 beim Innsbrucker Landhaus erschossen wurde. Es erinnert dort noch immer eine Gedenktafel an ihn sowie in der ehemaligen Eingangshalle des Schulgebäudes. Jedoch behielt die Schule nach der Umbenennung 1980 aufgrund von Protesten u. a. seitens der Schulleitung, ihre Anschrift als Angerzellgasse 14 bei.
Die in den 70er Jahren errichteten Turnhallen im Schulgarten wurden 2003/04 abgerissen und an deren Stelle befindet sich seit 2005 der Neubau der ehemaligen Gilmschule, nun Volksschule Innere Stadt.
Während der Schuljahre 2005/06 und 2006/07 wurde das Gebäude des Gymnasiums saniert und umgebaut. In dieser Zeit wurde der Schulbetrieb in ein Containerdorf nahe dem Universitätscampus in Hötting West, nördlich des Flughafens, verlegt. Das Schuljahr 2007/08 wurde im sanierten Gebäude in der Angerzellgasse begonnen und im Rahmen des Weihnachtsgottesdiensts am 21. Dezember 2007 von Bischof Manfred Scheuer eingeweiht.
Im Schuljahr 2007/2008 wurden am AGI 996 Schüler von 96 Lehrern unterrichtet.

## Schulzweige
Der sprachliche Schwerpunkt der Schule wurde und wird durch hervorragende Platzierungen bei den Landes- und Bundesfremdsprachenwettbewerben bestätigt, v. a. in Französisch, Englisch und Latein.

### International School Innsbruck
In diesen Klassen werden ab der ersten Klasse mindestens zwei Nebenfächer (meist Biologie, Physik und Geographie), den Englischkenntnissen der Schüler entsprechend, auf Englisch unterrichtet. Die restlichen Sprachmodule entsprechen dem „Gymnasialen Zweig“. Weiters nehmen die Schüler in der 7. und 8. Klasse am Diploma Programme des International Baccalaureate (IB) teil. Das heißt, dass die Schüler die Möglichkeit haben, neben der Matura auch mit dem IB abschließen zu können.

### Netzwerk
In diesem Zweig wird schwerpunktmäßig fächerübergreifend unterrichtet sowie „Offenes Lernen“ und „Freiarbeit“ praktiziert. Die restlichen Sprachmodule entsprechen dem „Gymnasialen Zweig“. Besonders gefördert wird auch das soziale und eigenständige Verhalten der Schüler. In den 1.–5. Klassen wird das Fach „Basiskompetenzen“ (kurz „BAK“) unterrichtet, in dem die Klassengemeinschaft gefördert wird. Der „Netzwerk“ Zweig wurde als einziger der drei, mit zwei von den insgesamt vier Klassen ausgestattet.

## Außerschulische Projekte

### Chemie-Olympiade
Auf eine Initiative von Dr. Peter Pfeifer aus dem Jahre 1978 geht die Geschichte der Chemie-Olympiade am Akademischen Gymnasium zurück. Seit damals werden naturwissenschaftlich besonders interessierte Schüler der Oberstufe von Höheren Schulen in Tirol in Nachmittagskursen als Begabtenförderung auf Chemie-Olympiade Kurs-, Landes- und Bundeswettbewerbe vorbereitet. Mittlerweile nehmen jedes Jahr etwa 250 Schüler in ganz Tirol an den Vorbereitungskursen teil.

### IKB-Jugendakademie
Im Rahmen der Kooperation mit den Innsbrucker Kommunalbetrieben erforschten die AGI-Schüler in den vergangenen Jahren u. a. die Welt des Innsbrucker Klärwerks, begaben sich auf die Spuren der Feuerbestattung, beleuchteten die Entwicklung der Abfallentsorgung oder setzten sich mit der Situation von Innsbrucker Obdachlosen auseinander. Bei den Projektpräsentationen gab es auch immer wieder künstlerisch Wertvolles zu bestaunen – wie beispielsweise die Ausstellungsobjekte zu den „Metamorphosen“ im Klärwerk oder diverse Theateraufführungen.
Die Themen der vergangenen Jahre waren:
- 2006: Abfallbehandlung in Tirol
- 2005: The way you die – the way you go – Tod, Sterben und Bestattung
- 2004: Trinkwasser – Vergleich Innsbruck – Vancouver
- 2003: Ein-Leuchten/Licht
- 2002: Obdachlose in Innsbruck

### Researching Children
Researching Children unterstützt Projekte, bei denen Jugendliche und Menschen mit Behinderungen aktiv beteiligt werden und deren Weltanschauung und Anliegen berücksichtigen. Dabei liegt das Hauptaugenmerk auf einer direkten Partizipation der genannten mit oder ohne der Unterstützung von Erwachsenen. Ziel ist somit eine direkte Einbeziehung von Jugendlichen und Menschen mit Behinderungen in Wissenschaft und Forschung.

### Schule und Demokratie
- MEP − Model European Parliament: Schüler des AGI nehmen an nationalen und internationalen Sitzungen des Model European Parliament teil. Diese Simulation des Europäischen Parlaments soll den Jugendlichen die Arbeitsweise der Europäischen Union näherbringen. Arbeitssprache ist Englisch. Die nationalen Sitzungen werden von den teilnehmenden Schulen in Österreich organisiert und finden abwechselnd in den verschiedenen Bundesländern statt. Während dieser werden die Schüler bestimmt, die an den internationalen Sitzungen teilnehmen dürfen, um Österreich zu repräsentieren.
- Plattform für Politische Bildung: Ziel dieser Schülerinitiative ist es nicht nur eine weitere Bühne für politische Bildung und Diskussion zu bilden, sondern auch direkt den Raum Schule mitzugestalten. Bisherige Veranstaltungen beinhalten Podiumsdiskussionen zu:
  - Politische Beteiligung an Schule und Uni (April 2008)
  - Tiroler Landtagswahlen 2008 (Mai 2008)
  - Nationalratswahlen 2008 (September 2008)
- SIP − SchülerInnen Parlament: Seit Herbst 2004 finden am AGI verschiedene Aktivitäten statt, welche die Schuldemokratie stützen und erweitern sollen. So trat am 23. September 2004 das erste SchülerInnen Parlament (SIP) zusammen, die Vollversammlung der Oberstufenschüler. Ziel ist es, den Schülern zu mehr Mitsprache innerhalb der Schule zu verhelfen und gleichzeitig mehr Demokratie im Rahmen der Schule zu gewährleisten. Wie in der „Parlamentsrealität“ werden zunächst in Arbeitsgruppen Vorschläge zu Themen erarbeitet, welche im Plenum vorgestellt und zur Abstimmung gebracht werden. Jeder Schüler kann einen Themenvorschlag einbringen, der dann in einer Arbeitsgruppe ausgearbeitet wird. Die Teilnehmer der Vollversammlung können diese Vorschläge gegebenenfalls durch Änderungsanträge anpassen. Über all dies muss jedoch im Plenum diskutiert und abgestimmt werden. Die verabschiedeten Anträge werden im Anschluss im Schulgebäude ausgehängt und dem SGA (Schulgemeinschaftsausschuss) vorgelegt.
- YPAC − Youth Parliament of the Alpine Convention: Seit 2006 wird in Zusammenarbeit mit dem Ständigen Sekretariat der Alpenkonvention das Youth Parliament of the Alpine Convention (Jugendparlament zur Alpenkonvention) organisiert. Dieses soll den Jugendlichen aus dem Alpenraum ein Forum bieten, in welchem sie ihre Idee zum Alpenraum ausdrücken können und in die Arbeit dieser Internationalen Organisation eingeführt werden.

### Schulsport
Derzeit sind die Oberstufenmannschaften des AGI amtierende Landesmeister in Volleyball bei den Mädchen ohne Vereinsspielerinnen (B-Mannschaft), und bei den Buben mit Vereinsspielern (A-Mannschaft). Darüber hinaus wurden die B-Mannschaft der Buben Vizelandesmeister und die A-Mannschaft der Mädchen Dritte bei den letzten Oberstufenmeisterschaften.

### Schulkonzert
Im Zweijahres-Rhythmus organisieren und musizieren Lehrer und Schüler des AGI gemeinsam beim Schulkonzert. Dabei reicht das künstlerische Spektrum vom klassischen Orchester über das Jazz-Piano bis zur Rock-Band.

### Sozialprojekt Zeit schenken
Im Rahmen dieses Projektes besuchen Oberstufenschüler regelmäßig verschiedenen soziale Einrichtungen. Dieses freiwillige Engagement kann z. B. in einem Altenheim oder Hort bei der Nachmittagsbetreuung stattfinden.

### Sparkling Science
Computer Simulations and Simulation Experiments – Essentials, Solutions and the Origin of Life
Forschende und Schüler arbeiten in Projekten Seite an Seite zusammen, wobei die Ergebnisse auch vor Ort an den Schulen präsentiert werden. Jugendliche lernen so die Forschungsarbeit kennen und die Wissenschafter bekommen von den jungen Leuten jene neuen Impulse, die nicht durch andere wissenschaftliche Einrichtungen abgedeckt werden können.
„Computer Simulations and Simulation Experiments“ ist ein Sparkling Science Fellowship-Projekt, in dessen Rahmen Schüler kontinuierlich über das ganze Schuljahr hinweg in ein bereits bestehendes Forschungsvorhaben integriert werden und aktiv im Forschungsteam mitarbeiten.

## Leitung
- bis 2013 Roman Nell
- 2013–2020 Helmuth Aigner
- seit 2020 Rosmarie Knoflach

## Lehrer
- Ferdinand Reisner (1721–1789), Geistlicher, Theologe und Schriftsteller
- Johann Baptist Primisser (1739–1815), Bibliothekar, Archäologe und Museumsfachmann, Professor für griechische Literatur
- Simon Moriggl (1817–1874), Professor für Latein, Griechisch und philosophische Propädeutik
- Adolf Pichler (1819–1900), Schriftsteller und Naturwissenschaftler
- Franz Mair (1910–1945), Anglist und Widerstandskämpfer
- Peter Albin Lesky (1926–2008), Mathematiker
- Franz Posch (* 1953), Musiker

## Alumni
| Name                           | Tätigkeit                                                                            | Abschlussjahr |
| ------------------------------ | ------------------------------------------------------------------------------------ | ------------- |
| Moritz Thomann                 | Arzt und Jesuitenmissionar in Indien und Afrika                                      | vor 1742      |
| Joseph Anton Hofer             | Theologe                                                                             | vor 1765      |
| Johann Baptist Primisser       | Bibliothekar, Archäologe und Museumsfachmann                                         | vor 1765      |
| Philipp von Wörndle            | Anwalt und Tiroler Freiheitskämpfer                                                  | 1773          |
| Johann Baptist Lechleitner     | katholischer Geistlicher, Theologe, Philosoph und Zisterzienser                      | vor 1787      |
| Joseph Rapp                    | Jurist, Beamter, Politiker und Historiker                                            | 1799          |
| Andreas Erhard                 | Philosoph und Schriftsteller                                                         | ab 1803/1804  |
| Gottlieb von Zötl              | Forstwissenschaftler                                                                 | um 1817       |
| Vinzenz Gasser                 | Fürstbischof von Brixen                                                              | 1827          |
| Aloys Sprenger                 | Orientalist                                                                          | 1832          |
| Franz Mayr                     | Kinderarzt und Hochschullehrer                                                       | um 1832       |
| Adolf Pichler                  | Schriftsteller, Naturwissenschaftler                                                 | 1837          |
| Alois Meßmer                   | Schriftsteller und Theologe                                                          | 1843          |
| Ferdinand von Zieglauer        | Historiker, Rektor der Franz-Josephs-Universität                                     | ?             |
| Franz Senn                     | Mitgründer des Deutschen Alpenvereins                                                | 1849          |
| Alfons Huber                   | Historiker                                                                           | 1852          |
| Ludwig Hörmann von Hörbach     | Schriftsteller und Bibliothekar, ehem. Direktor der Universitätsbibliothek Innsbruck | 1855          |
| Ludwig Barth zu Barthenau      | Chemiker                                                                             | 1857          |
| Leopold Pfaundler von Hadermur | Physiker                                                                             | 1857          |
| Arthur Graf von Enzenberg      | Sektionschef im Ministerium für Cultus und Unterricht                                | 1859          |
| Albert Wildauer                | Abt des Stiftes Fiecht                                                               | 1859          |
| Otto Stolz                     | Mathematiker                                                                         | 1860          |
| Albert Jele                    | Direktor der Tiroler Glasmalereianstalt                                              | 1863          |
| Veit Graber                    | Zoologe, Entomologe                                                                  | 1864          |
| Friedrich Stolz                | Sprachwissenschaftler                                                                | 1868          |
| Anton Renk                     | Dichter                                                                              | 1889          |
| Josef Pembaur                  | Komponist                                                                            | 1893          |
| Otto Stolz                     | Historiker                                                                           | 1899          |
| Josef Leitgeb                  | Erzähler, Lyriker                                                                    | 1915          |
| Franz Mair                     | Lehrer am AGI und Widerstandskämpfer                                                 | 1930          |
| Nikolaus Grass                 | ehem. Professor (Rechts-, Staatswissenschaften) Uni Innsbruck                        | 1932          |
| Reinhold Stecher               | ehem. Bischof von Innsbruck                                                          | 1939          |
| Paul Flora                     | Künstler                                                                             | 1940          |
| Josef Rampold                  | ehem. Chefredakteur der Dolomiten                                                    | 1943          |
| Andreas Khol                   | ehem. Nationalratspräsident                                                          | 1959          |
| Bruno Buchberger               | Mathematiker                                                                         | 1960          |
| Alexander Van der Bellen       | 9. Bundespräsident der 2. Republik                                                   | 1962          |
| Franz Caramelle                | ehem. Landeskonservator                                                              | 1963          |
| Herbert Lochs                  | ehem. Rektor der Medizinischen Universität Innsbruck                                 | 1964          |
| Bernd Michael Rode             | Professor (Theoretische Chemie) Uni Innsbruck                                        | 1964          |
| Jürgen Bodenseer               | Präsident der Tiroler Wirtschaftskammer                                              | 1965          |
| Michael Halhuber-Ahlmann       | Psychologe und Pädagoge                                                              | 1967          |
| Georg Willi                    | Bürgermeister der Stadt Innsbruck                                                    | 1977          |
| Rudi Mair                      | Leiter Lawinenwarndienst Tirol                                                       | 1979          |
| Eva-Maria Posch                | Bürgermeisterin der Stadt Hall in Tirol (ÖVP)                                        | 1980          |
| Christoph Hofinger             | Mitgründer des Forschungsinstituts SORA                                              | 1985          |
| Severin Schwan                 | CEO von Roche                                                                        | 1986          |
| Corinna Milborn                | Politikwissenschaftlerin und Journalistin                                            | 1991          |
| Johannes Maria Staud           | Musiker                                                                              | 1992          |
| Matthias Schrom                | ORF-Chefredakteur                                                                    | 1992          |
| Anna Gamper                    | Professorin (Juridische Fakultät) Uni Innsbruck                                      | 1993          |
| Florian Martin Müller          | klassischer und provinzialrömischer Archäologe, Hochschullehrer                      | 1996          |
| Alexandra Caró                 | Sängerin, Songwriterin und Komponistin                                               | 2004          |
| Florian Tursky                 | Staatssekretär im Finanzministerium                                                  | 2006          |
| Elisabeth Kanettis             | Schauspielerin                                                                       | 2007          |
| Yannick Shetty                 | Politiker (NEOS)                                                                     | 2013          |

ohne Abschluss:
- Manuel Guggenberger, Schauspieler
- Romuald Niescher, ehem. Innsbrucker Bürgermeister
- Mirjam Weichselbraun, Fernsehmoderatorin